# Gut Schmerwitz

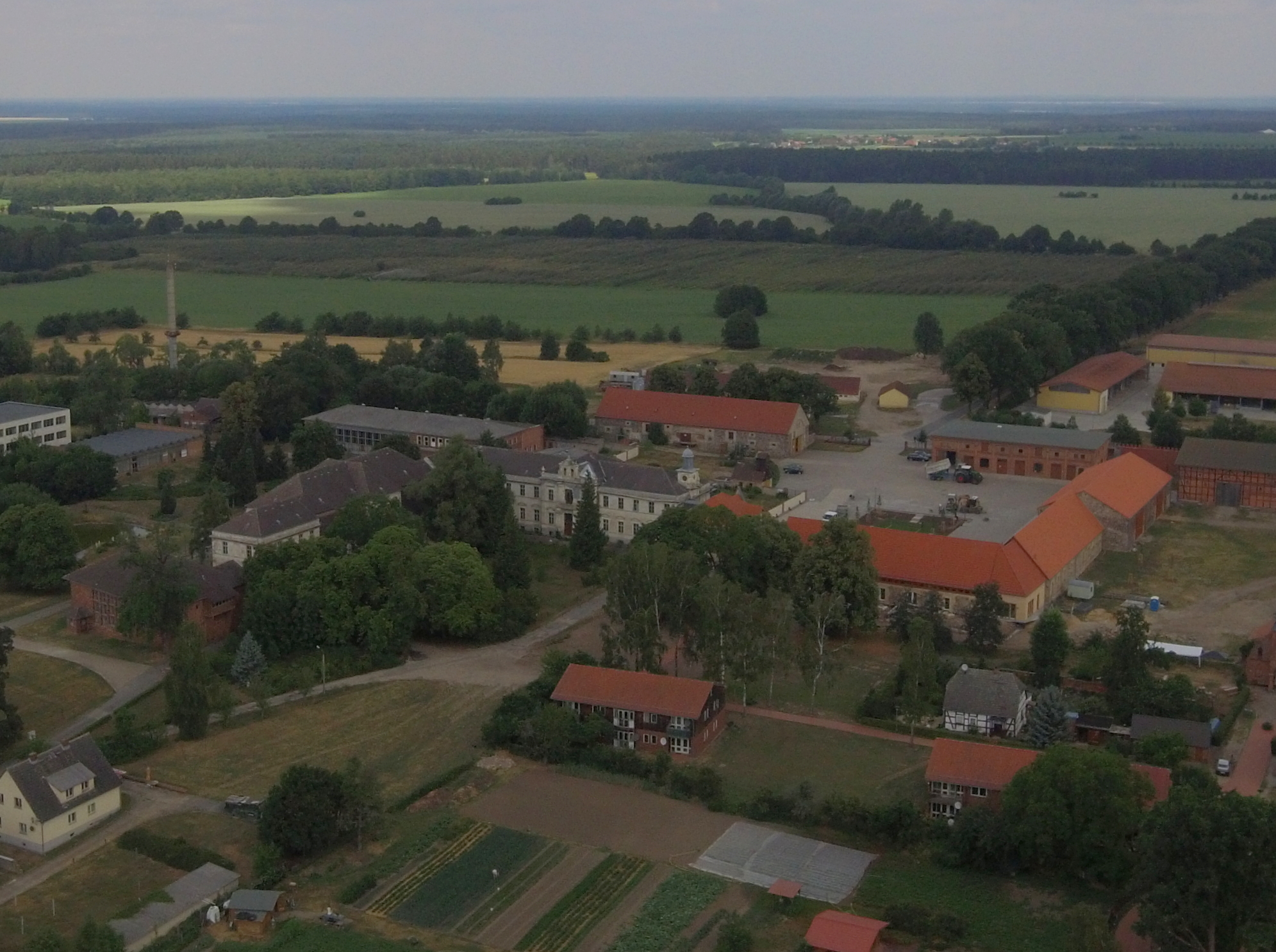
Gut Schmerwitz im Luftbild

Das Gut Schmerwitz mit seinem Gutshaus oder auch Herrenhaus Schmerwitz, welches in der örtlichen Bevölkerung Schloss Schmerwitz genannt wird, befindet sich im Gemeindeteil Schmerwitz der Gemeinde Wiesenburg/Mark. Das seit den 1970er Jahren als Baudenkmal ausgewiesene Gut besteht aus einem im Kern barocken, schlossähnlichen Gutshaus, der Gutskirche Schmerwitz, einem Verwalterhaus, einem Spritzenhaus, Ställen und Scheunen.

## Geschichte
Schmerwitz war im Mittelalter eine Wüstung und Teil der Herrschaft Wiesenburg. 1575 wurde das Vorwerk Schmerwitz als Schäferei genutzt. Im Zuge zweier Erbteilungen wurde Schmerwitz 1697 von Wiesenburg getrennt. Fünf Jahre später wurden die Besitzstände der Wiesenburger und Schmerwitzer Linie der Familie Brandt von Lindau in einem Vergleich festgeschrieben. Die Familie von Brand(t), mit dem Unterscheidungsnamen von Lindau, gehört zum Anhaltinischen Uradel, 1399 beginnend mit der genealogischen Stammreihe und bald mit ersten Lehnstücken im Amt Belzig (Rabenstein) nachgewiesen. 1456 folgte der Kauf von Wiesenburg und die mehrfache Amtshauptschaft zu Belzig.
Vorahn der späteren Gutsherren waren Joachim Friedrich Brand(t) von Lindau und Dorothea von Rochow-Kemnitz. Sie stammte aus ältestem märkischen Uradel, er machte Karriere als kursächsischer Kammerherr und Rat, Assessor beim Hofgericht zu Wittenberg, Amtshauptmann in Zerbst und Lindau, Geheimer Rat und Hofmarschall und sogar Landdrost in Jever.
Im Jahr 1730 gab Oberst August Friedrich Brandt von Lindau (1661–1734) seinen Wohnsitz in Zerbst auf und zog dauerhaft auf das Rittergut Schmerwitz. Dieses ließ er bis 1736 zum repräsentativen Wohnsitz ausbauen. Hauptmann Karl Friedrich Brandt von Lindau war Eigentümer der Herrschaften Schmerwitz und Wiesenburg. Sein Sohn Joachim August Friedrich besuchte standesgemäß die Ritterakademie zu Brandenburg. Dessen Bruder Ludolf (1732–1779) betitelte sich als Herr auf Wiesenburg-Schmerwitz und Fürstlich anhalt-dessauscher Hofmeister. Leopold Brandt von Lindau (1761–1800) besaß auch noch beide Herrschaften und wurde Domherr zu Magdeburg sowie preußischer Kammerherr. Karl Friedrich Brandt von Lindau (1791–1858) war dann Herr auf Schmerwitz. Im folgenden zweiten Drittel des 19. Jahrhunderts umfasst die Herrschaft Schmerwitz samt Zubehör laut den damals erstmals publizierten amtlichen Generaladressbuch der Ritterguts- und Gutsbesitzer des Königreiches Preußen einen Umfang von 5996 ha Fläche, davon 5332 ha Wald. Im eigenen Selbstverständnis hatte der Gutsherr neben Gutsverwaltern und Inspektoren, Förstern und Hausangestellten auch einen Kunstgärtner für den Park eingestellt.
Im 19. Jahrhundert wurde das Gutshaus umfassend im Stil des Neubarock erweitert. Der Umbau ist dem neuen Schmerwitzer Grundbesitzer zuzuschreiben, Benno Brandt von Lindau-Schmerwitz (1831–1889), verheiratet mit Marie von Hobe. Das Paar hatte eine Tochter, Alice, geehelichte von Maltzahn–Birkholz. Deren Sohn Carl Eduard (1873–1939), oft nur C. Brandt von Lindau genannt, ehelichte Claire, geschiedene von Tschirschky-Glien, geborene von Sprenger (1874–1945).
Für die folgende Generation, Anfang der 1920er Jahre, bot sich ein ähnliches Bild, der Besitz Schmerwitz gehörte zu den großen Landgütern in der Provinz Brandenburg. Aus vorgenannter Beziehung stammt die Tochter Christfriede von Drabisch-Waechter. Kurz vor der großen Wirtschaftskrise, die Industrie und Landwirtschaft traf, bestand der Gutskomplex aus dem Rittergut Schmerwitz mit dem Vorwerk Arensnest, den Förstereien Zipsdorf, Grünegrund, Medewitzer Hütten, Reetzerhütten, Arensnest und Tiergarten, zusammen 4831 ha. Neben dem Forsthauptbetrieb wurde Rindviehhaltung betrieben. Das Vorwerk war an Walter Kühtz verpachtet, die Verwaltung führte Rentmeister Baldow. Zum Komplex gehörten ein Dampfsägewerk und eine Samendarre. Die Familie Brandt von Lindau blieb Eigentümerin des Gutes bis zum Ende des Zweiten Weltkriegs.
Im Zuge der Bodenreform in der Sowjetischen Besatzungszone ab 1945 erfolgten umfangreiche Enteignungen von großen Ländereien und Immobilien. Dies betraf auch den Besitz des Gutes Schmerwitz, das jedoch nicht an die ansässigen Bauern und Neubauern aufgeteilt wurde. Vielmehr blieb das Gut als Volkseigenes Gut in seiner Form bestehen. Im Gegensatz zu anderen Dörfern entstanden in Schmerwitz typische Aktivistenhäuser statt Häuser von Neubauern. Diesen war entsprechend kein Ackerland zugeteilt, und Tierhaltung war nur in geringem Umfang erlaubt. Das schlossähnliche Gutshaus wurde ab August 1945 Landesparteischule der KPD für Brandenburg, ab dem 2. Mai 1946 die brandenburgische Landesparteischule der SED „Ernst Thälmann“. Später wurde die Schule zur Sonderschule des ZK der SED. Danach hieß die Einrichtung Zentralschule der Deutschen Volkspolizei und ab 1959 wurde die Zentralschule für Kampfgruppen „Ernst Thälmann“ dort angesiedelt.
Nach der deutschen Wiedervereinigung im Jahr 1991 erwarb die Suchthilfeorganisation Synanon das Gut, das in der Folge auf ökologische Landwirtschaft umgestellt wurde. Im Jahr 2000 erfolgte eine Reprivatisierung, das Gut gelangte wieder in privaten Familienbesitz und arbeitet nach den Richtlinien des Bioland-Verbandes.

## Bauwerke

### Gutshaus

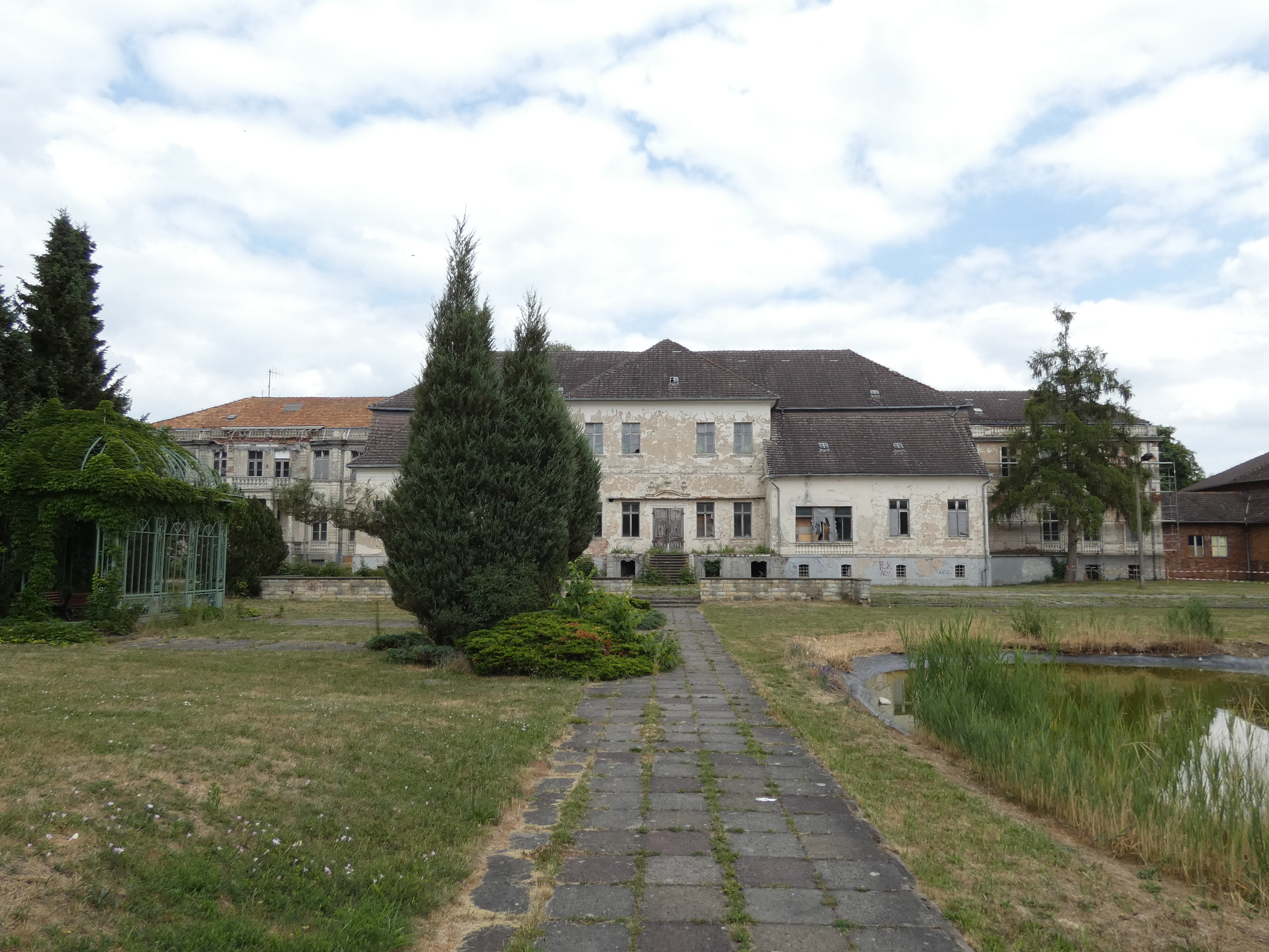
Gutshaus von Westen, von der Gartenseite

Das im zentralen Anteil barocke Gutshaus ist ein mehrflügliger Putzbau. Der Mittelflügel ist eingeschossig mit einem zweistöckigen Mittelrisaliten sowohl zur Hof- als auch zur Gartenseite. Der Mittelrisalit zum Ehrenhof wird wesentlich durch das Hauptportal geprägt. Beidseits schließen sich an den mittleren zwei Seitenflügel an, welche zweistöckig sind und gegenüber dem Mittelflügel zurückgesetzt stehen. Im Norden schließt sich in einem rechten Winkel ein weiterer großer Gebäudeflügel an. Dieser ist ebenfalls zweistöckig und umfasst mit den drei westlichen Flügeln den Ehrenhof. Der Nordflügel verfügt ebenfalls über einen Mittelrisaliten mit eindrucksvollem Schweifgiebel. Ein weiterer, moderner Anbau befindet sich im Süden. Auf den Hof gelangen die Besucher durch Portale vom Haupt- und vom Nordflügel. Zum Portal des Hauptflügels führt eine Auffahrt, an welche sich eine Terrasse anschließt, von der eine Freitreppe in den tieferliegenden Hof führt. Eine weitere Freitreppe befindet sich an der Gartenseite des Hauptflügels.

Schmuckelemente sind schlichte Gesimse, profilierte Fensterumrandungen, Verdachungen und beispielsweise Blendgeländer. Über dem östlichen Giebel des Nordflügels ist eine turmartige Laterne mit Turmuhr und Haube gearbeitet. Das Dach des Mittelflügels des Herrenhauses ist ein Mansarddach, die weiteren Dächer Walmdächer.

### Verwalterhaus

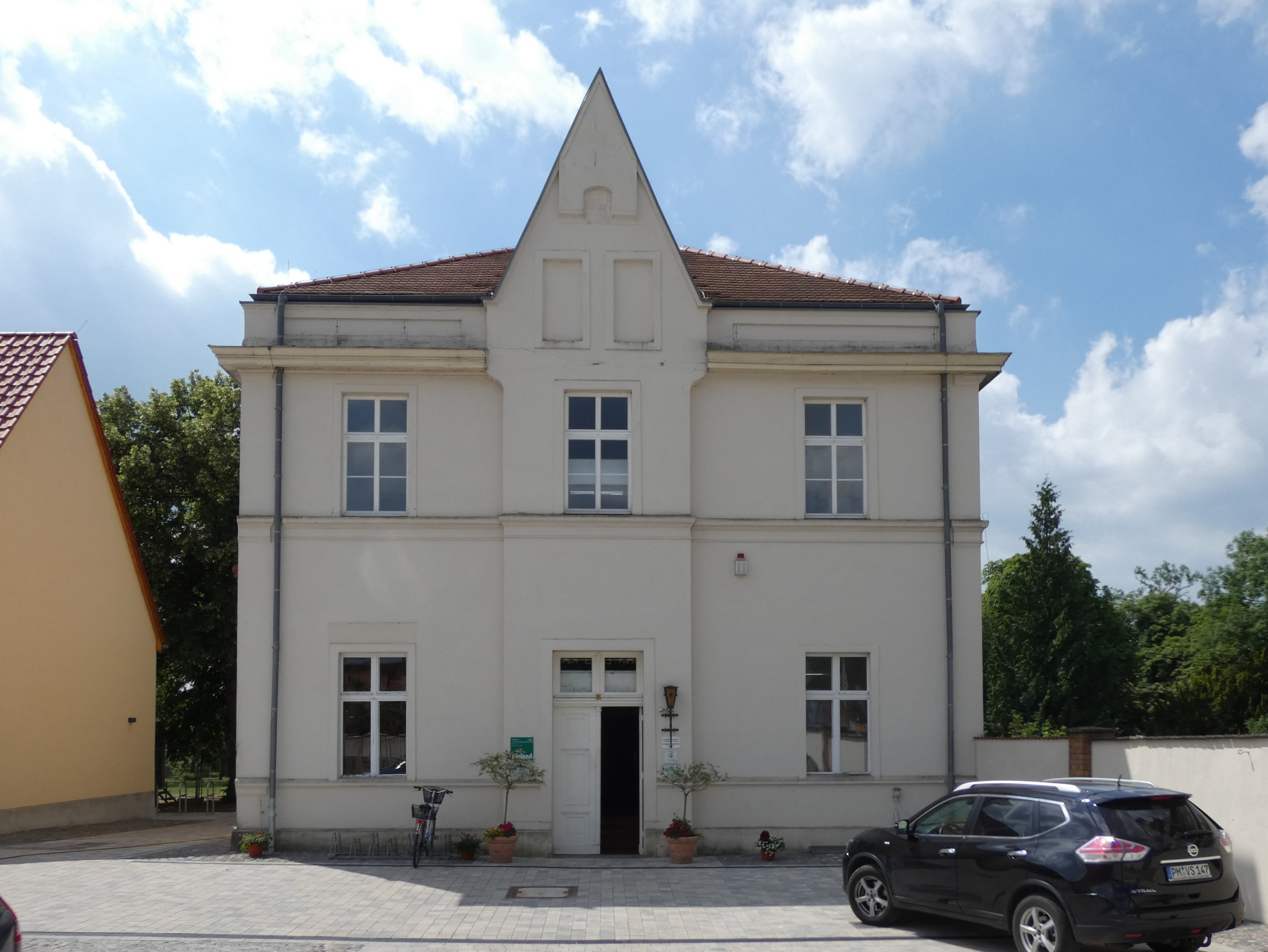
Verwalterhaus

Östlich des Nordflügels des Gutshauses beziehungsweise des Hofes befindet sich das Verwalterhaus. Dieses ist ebenfalls im Stil des Neubarock errichtet. Es ist zweistöckig mit einem Portal in einem Mittelrisaliten nach Norden zum Gutshof. Der Bau ist nach Norden und Süden drei- und nach Osten und Westen fünfachsig. Schmuckelemente sind die bereits am Gutshaus verwendeten Gesimse, Fensterumrandungen, Verdachungen und Blenden. Im Dachgeschoss über der mittleren Fensterachse nach Westen befindet sich eine geschweifte Dachgaube. Der Mittelrisalit nach Norden hat einen ausgeprägten, spitzen Dreiecksgiebel.

### Weitere Gebäude

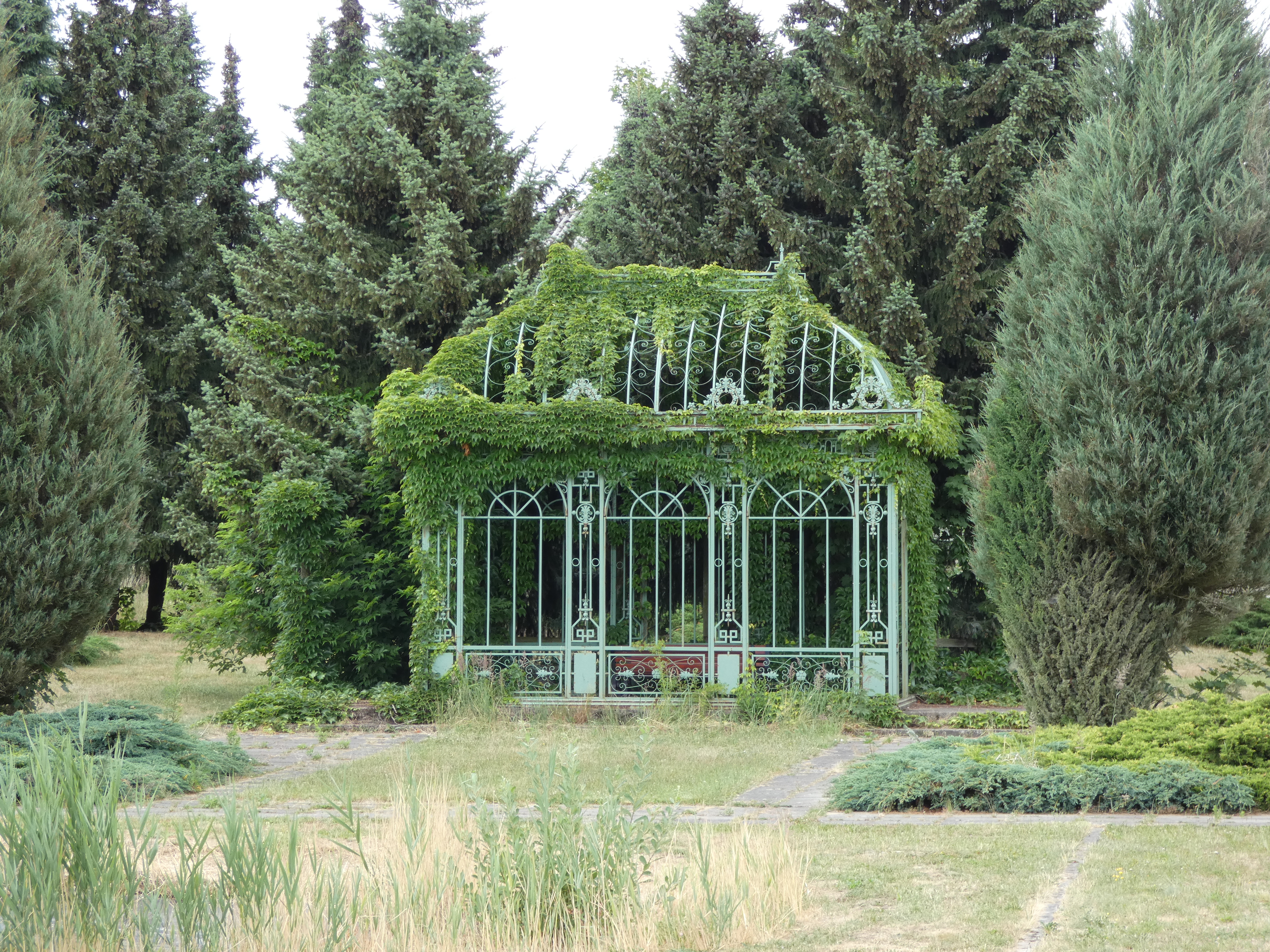
Gartenlaube

Der Gutshof, ein Vierseithof, befindet sich nördlich des Gutshauses und des Verwalterhauses. Zur Komplettierung des Vierseithofes gehören mehrere Ställe und Scheunen. Außerdem steht auf dem Hof das Spritzenhaus.
Die Gutskirche Schmerwitz ist wesentlicher Bestandteil des baulichen Ensembles. Der ehemalige Gutsgarten wird über ein Portal und eine Freitreppe vom Hauptflügel des Gutshauses erreicht. Hier dominieren eine schmiedeeiserne Laube und ein Teich.